# 超LSI技術研究組合
超LSI技術研究組合（ちょうエルエスアイぎじゅつけんきゅうくみあい）とは、官民合同によるVLSIの製造技術の確立へ向けたロードマップを策定し、製造設備の国産化を目指した技術研究組合である。
競合会社の技術者達が共同で共通の技術的課題に挑むという前例はなく、この超LSI共同研究所の成功によって、世界的にこの形式の研究所方式が多く採用されることとなった。

## 概要
これまでにも集積回路の規模拡大を目指す動きは国内の企業や研究機関で実施されていて、電電公社を中心とするプロジェクトが一部先行しており、通商産業省の大型プロジェクト制度として工業技術院電子技術総合研究所と富士通、日立、NEC、三菱電機、東芝による共同研究で製造設備の国産化に取り組んだ。これを機に日本における LSI 開発は、それまでの電卓などの民生品主導の LSI開発から、大型コンピュータ用超LSI開発へ方向転換して、それまで競合する各社、製造装置メーカー陣営の協力を得られるように呉越同舟で各社共通の課題であった超LSI向け製造装置の開発と、超LSIのシリコン結晶の欠陥を減らし、大口径化で反りのない良質なウエハーを得る技術の二つに重点を置いて開発が進められた。5社から約100人が参加し，4テーマ6研究室体制で行われ、その結果、半導体メーカーの製造装置の国産化比率は20%程度からこのプロジェクトが終了する 80年代初めには、国内半導体メーカーの使用する製造装置の70%以上が国産化されることになった。総予算は1976年度から4年間に700億円でその中で約290億円が「次世代電子計算機用大型集積回路開発促進補助金制度」からの補助金だった。

## 成果
この研究所の代表的な成果は電子線描画装置と縮小投影型露光装置(ステッパー)の国産化で、これらの開発により世界的な市場占有率で両者共に過半数を占めるまで成長し、その他の成果と総合して1980年代の日本の半導体産業の興隆期をもたらしたと考えられる。

## 影響
1990年代以降、各国で類似の共同研究計画が策定され、実行された。一方、日本国内では後継の計画は20年間無く、それが半導体産業の国際的な競争力の低下に繋がったという指摘も散見される。

## 文献
- 『電子立国日本の自叙伝』日本放送出版協会、1996年。ISBN 9784140840122。
- 垂井康夫 著、千葉文隆 編『超LSI共同研究所物語』共同研究所員、武蔵野展望社、2019年。ASIN B07S867KYX。